# Nuoto ai Giochi della XXXII Olimpiade - 800 metri stile libero femminili
La gara di nuoto degli 800 metri stile libero femminili dei Giochi della XXXII Olimpiade di Tokyo è stata disputata il 29 e 31 luglio 2021 presso il Tokyo Aquatics Centre. Vi hanno partecipato 31 atlete provenienti da 22 nazioni.
La competizione è stata vinta dalla nuotatrice statunitense Katie Ledecky, mentre l'argento e il bronzo sono andati rispettivamente all'australiana Ariarne Titmus e all'italiana Simona Quadarella.

## Record
Prima della competizione il record del mondo e il record olimpico erano i seguenti:
| Record mondiale | 8'04"79 | Katie Ledecky Stati Uniti | 12 agosto 2016 Rio de Janeiro, Brasile |
| Record olimpico | 8'04"79 | Katie Ledecky Stati Uniti | 12 agosto 2016 Rio de Janeiro, Brasile |

Nel corso della competizione non sono stati migliorati.

## Programma
| Data           | Ora (UTC+9) | Turno    |
| -------------- | ----------- | -------- |
| 29 luglio 2021 | 19:00       | Batterie |
| 31 luglio 2021 | 10:46       | Finale   |

## Risultati

### Batterie
| Pos. | Batteria | Corsia | Atleta                   | Nazionalità   | Tempo   | Note             |
| ---- | -------- | ------ | ------------------------ | ------------- | ------- | ---------------- |
| 1    | 4        | 4      | Katie Ledecky            | Stati Uniti   | 8'15"67 | Q                |
| 2    | 4        | 6      | Katie Grimes             | Stati Uniti   | 8'17"05 | Q                |
| 3    | 4        | 5      | Simona Quadarella        | Italia        | 8'17"32 | Q                |
| 4    | 4        | 3      | Sarah Köhler             | Germania      | 8'17"33 | Q                |
| 5    | 3        | 6      | Anastasija Kirpičnikova  | ROC           | 8'18"77 | Q,               |
| 6    | 3        | 5      | Ariarne Titmus           | Australia     | 8'18"99 | Q                |
| 7    | 3        | 3      | Kiah Melverton           | Australia     | 8'20"45 | Q                |
| 8    | 3        | 4      | Wang Jianjiahe           | Cina          | 8'20"58 | Q                |
| 9    | 3        | 8      | Isabel Gose              | Germania      | 8'21"79 |                  |
| 10   | 3        | 1      | Li Bingjie               | Cina          | 8'22"49 |                  |
| 11   | 2        | 3      | Summer McIntosh          | Canada        | 8'25"04 |                  |
| 12   | 4        | 8      | Merve Tuncel             | Turchia       | 8'25"62 |                  |
| 13   | 3        | 2      | Ajna Késely              | Ungheria      | 8'26"20 |                  |
| 14   | 4        | 7      | Mireia Belmonte          | Spagna        | 8'26"71 |                  |
| 15   | 2        | 6      | Julia Hassler            | Liechtenstein | 8'26"99 | Record nazionale |
| 16   | 2        | 5      | Waka Kobori              | Giappone      | 8'28"90 |                  |
| 17   | 2        | 4      | Miyu Namba               | Giappone      | 8'32"04 |                  |
| 18   | 1        | 3      | Eve Thomas               | Nuova Zelanda | 8'32"51 |                  |
| 19   | 1        | 4      | Kristel Köbrich          | Cile          | 8'32"58 |                  |
| 20   | 4        | 2      | Martina Rita Caramignoli | Italia        | 8'33"15 |                  |
| 21   | 2        | 7      | Jimena Pérez Blanco      | Spagna        | 8'33"98 |                  |
| 22   | 2        | 8      | Marlene Kahler           | Austria       | 8'36"16 |                  |
| 23   | 2        | 1      | Deniz Ertan              | Turchia       | 8'36"29 |                  |
| 24   | 1        | 5      | Viviane Jungblut         | Brasile       | 8'38"88 |                  |
| 25   | 2        | 2      | Tamila Holub             | Portogallo    | 8'40"04 |                  |
| 26   | 1        | 6      | Katja Fain               | Slovenia      | 8'41"13 |                  |
| 27   | 3        | 7      | Delfina Pignatiello      | Argentina     | 8'44"85 |                  |
| 28   | 1        | 2      | Han Da-kyung             | Corea del Sud | 8'46"66 |                  |
| 29   | 1        | 1      | Arianna Valloni          | San Marino    | 8'54"78 |                  |
| 30   | 1        | 7      | Nguyễn Thị Ánh Viên      | Vietnam       | 9'03"56 |                  |
| -    | 4        | 1      | Anna Egorova             | ROC           | -       | DNS              |

### Finale
| Pos.    | Corsia | Atleta                  | Nazionalità | Tempo   | Note             |
| ------- | ------ | ----------------------- | ----------- | ------- | ---------------- |
| Oro     | 4      | Katie Ledecky           | Stati Uniti | 8'12"57 |                  |
| Argento | 7      | Ariarne Titmus          | Australia   | 8'13"83 | Record oceaniano |
| Bronzo  | 3      | Simona Quadarella       | Italia      | 8'18"35 |                  |
| 4       | 5      | Katie Grimes            | Stati Uniti | 8'19"38 |                  |
| 5       | 8      | Wang Jianjiahe          | Cina        | 8'21"93 |                  |
| 6       | 1      | Kiah Melverton          | Australia   | 8'22"25 |                  |
| 7       | 6      | Sarah Köhler            | Germania    | 8'24"56 |                  |
| 8       | 2      | Anastasija Kirpičnikova | ROC         | 8'26"30 |                  |